# دومین لشکرکشی اردشیر بابکان به میان‌رودان
دومین لشکرکشی اردشیر بابکان به میان‌رودان درگیری میان امپراتوری ساسانی و امپراتوری روم در سال های ۲۴۰–۲۳۷ بود

## ۲۳۸/۲۳۹
تهاجم گسترده ای توسط ارتش ساسانی انجام شد و دورا-اروپوس را محاصره کردند

## ۲۴۰
در طول آن سال، به نظر می‌رسد که اردشیر بابکان سر انجام موفق شده بود شهر مهم هترا که متحد روم بودند را فتح و ویران کرده و پس از آن بخش زیادی از استان رومی میان‌رودان و احتمال این هست که لشکرکشی های خود را تا انطاکیه گسترش داده و انطاکیه را فتح کردهچون که به نظر می‌رسد ضرب سکه رومی در آن سال ۲۴۰ و ۲۴۱ در انطاکیه متوقف شده است